# Lauritz Weibull
Lauritz Ulrik Absalon Weibull (ur. 2 kwietnia 1873 w Lund, zm. 2 grudnia 1960) – szwedzki historyk.

## Publikacje
- De diplomatiska förbindelserna mellan Sverige och Frankrike 1629-1631. Ett bidrag till Gustaf II Adolfs och kardinal Richelieus historia, 1899
- Bibliotek och arkiv i Skåne under medeltiden (1901)
- Kritiska undersökningar i Nordens historia omkring år 1000 (1911)
- Historisk-kritisk metod och nordisk medeltidsforskning (1913)
- Liber census Daniæ. Kung Valdemars jordabok (1916).
- Diplomatarium dioecesis Lundensis. Lunds ärkestifts urkundsbok (1900-09)
- Diplomatarium civitatis Malmogiensis. Malmö stads urkundsbok (1901-17)
- Sven Lagerbring. Skrifter och bref (1907)